# Kenichthys campbelli
Il kenittide (Kenichthys campbelli) è un pesce estinto, appartenente ai tetrapodomorfi. Visse nel Devoniano inferiore (circa 375 milioni di anni fa) e i suoi resti fossili sono stati ritrovati in Cina.

## Significato dei fossili
Questo animale è uno dei più antichi tetrapodomorfi, un gruppo di vertebrati che include i veri tetrapodi e alcuni pesci dalle caratteristiche simili a quelle dei tetrapodi. Kenichthys, in particolare, è importante perché possedeva già una coana nella mascella, e questa struttura formava già una sorta di doppio palato. La migrazione di questa apertura avrebbe però bloccato le arterie nel palato; è possibile, quindi, che questi vasi sanguigni si fossero spostati anch'essi.